# Murrawah Johnson
Murrawah Maroochy Johnson (nacida en 1995) es una activista ambiental de la nación Birri Gubba en Australia. Por su liderazgo en litigios sobre derechos humanos y culturales ganó el Premio Ambiental Goldman en 2024.    

## Trayectoria
El caso que llevó adelante Murrawah en 2023, sentó un precedente que permite a otros pueblos originarios impugnar proyectos de extracción de carbón vinculando el cambio climático a los derechos humanos y derechos de las personas indígenas.
En 2016 movilizó a más de 100 personas Wangan y Jagalingou en una reunión que rechazó el proyecto minero de carbón de Adani, constituyendo el primer acto real de autodeterminación del grupo. Murrawah logró bloquear el desarrollo de la mina de carbón Waratah mediante la organización Youth Verdict, una organización juvenil de Queensland que cofundó en 2020, dedicada a defender los derechos de decisión de las Primeras Naciones sobre sus territorios. Sus acciones con esta organización culminaron en 2022 cuando el Tribunal de Tierras de Queensland recomendó rechazar el arrendamiento minero de Waratah, propiedad de Clive Palmer, evitando así la emisión de 1.58 mil millones toneladas de CO2 y protegiendo el Refugio Natural Bimblebox.